# Usui Mikao
 (janvier 2023).
Si vous disposez d'ouvrages ou d'articles de référence ou si vous connaissez des sites web de qualité traitant du thème abordé ici, merci de compléter l'article en donnant les références utiles à sa vérifiabilité et en les liant à la section « Notes et références ».
Usui Mikao est un nom japonais traditionnel ; le nom de famille (ou le nom d'école), Usui, précède donc le prénom (ou le nom d'artiste).
Usui Mikao (臼井甕男), né le 15 août 1865 et mort le 9 mars 1926, est japonais et fondateur de la méthode de soins reiki,.

## Biographie
Dans sa jeunesse, il étudie le qi gong au temple bouddhiste de Tendaï sur le mont Kurama, au nord de Kyoto.
Vers 1894, ses recherches l'amènent à rencontrer un prêtre bouddhiste, Watanabe Kioshi Itami, qui lui apporte des éclaircissements, à la suite de quoi il se convertit du Tendaï au Shingon.
Il se rend plusieurs fois en Chine et dans quelques pays occidentaux, ce qui lui permet d'élargir ses connaissances et son expérience. Il aurait suivi des études en médecine et en psychologie mais ses capacités de guérisseur lui auraient été révélées au cours d'une « expérience transcendantale de mort imminente ».
Il change souvent de profession : homme d'affaires, journaliste, employé de bureau et grâce à sa formation aux arts martiaux, il devient garde du corps de Shinpei Goto, alors maire de Tokyo. En 1914 ses affaires périclitent, il décide de devenir moine bouddhiste. En 1922, à la suite d'une retraite de 21 jours sur le mont Kurama-yama (pratique que l'on nomme Shyu-Gyo), il reçoit l'enseignement des bases du Reiki dans une vision spirituelle mediumnique.
Il s'installe à Tokyo pour soigner et créer un centre de guérison Reiki, puis un autre à Harajuku, il développe son enseignement en 6 degrés. En 1923, alors qu'un puissant tremblement de terre suivi d'une grippe ravagent Tokyo, Mikao Usui et son équipe travaillent à soigner les rescapés, ce qui lui vaut de se faire remettre par l'Empereur Kun San, la plus haute récompense japonaise.
L'ouverture d'un grand centre à Tokyo et les voyages de Mikao Usui contribuent à populariser le reiki au Japon. Il souhaite que le reiki soit accessible à tous et non contrôlé par un groupe.
Il décède le 9 mars 1926, à 60 ans, des suites d'une attaque cérébrale, il est enterré au temple de Saihoji dans le quartier de Suginami-Ku, à Tokyo, après avoir formé 17 maîtres enseignants, dont Chujiro Hayashi et Toshiro Eguchi qui vont grandement aider à la diffusion du reiki de par le monde. Usui est inhumé dans le cimetière du temple Saihoji, proche de Tokyo, et en février 1927, ses élèves lui érigent une stèle lui rendant hommage et immortalisant son passage en ce monde.

## Vie privée
Usui Mikaho épouse Sadako Suzuki et ils ont deux enfants : un fils, Fuji et une fille, Tushiko.